# 地橋秀雄
地橋 秀雄（ちはし ひでお、1948年 -）は、茨城県出身の日本のヴィパッサナー瞑想の指導者。グリーンヒル瞑想研究所所長。朝日カルチャーセンター講師。

## 略歴
1948年、茨城県生まれ、早稲田大学を卒業後、1978年より修行を始め、大乗仏教、上座部仏教、ヨーガを学ぶ。アーチャン・ターウィー、ウ・ジャナカ・サヤドウ、ウ・パンディタ・サヤドウ、ニャーナナンダ・テーラ、アルボムッレ・スマナサーラなど、タイやミャンマー、スリランカの指導者の下で、主にマハーシ・システムを実践。
1995年より朝日カルチャーセンターで講師を続け、グリーンヒル瞑想研究所を八王子に設立。2013年、研究所を故郷の茨城県筑西市に移す。毎月、1Day合宿、初心者講習など瞑想会を開催。

## 著作リスト
- 『ブッダの瞑想法 - ヴィパッサナー瞑想の理論と実践』（春秋社  2006年）
- 『人生の流れを変える瞑想クイック・マニュアル -  心をピュアにするヴィパッサナー瞑想入門』（春秋社　2007年）
- 『実践ブッダの瞑想法 - はじめてでもよく分かるヴィパッサナー瞑想入門 - DVDブック』（春秋社　2008年）
- 『ヴィパッサナー瞑想　実践レポートと解説』（共著：グリーンヒルWeb会出版　2010年）
- 『ブッダの瞑想法 - 瞬間のことば』（春秋社　2014年）
- 『「心の疲れ」が消えていく瞑想のフシギな力。』(王様文庫　2015年)
- 「瞑想との出会い -瞑想とやさしさ-(瞑想ブックレット)」（デン峰出版　2018年）
- 『実録ブッダの瞑想法 - 死のレッスン』（春秋社　2025年）

### 記事
- 「苦を観る瞑想と悟り」（『そうせい』143号、全国曹洞宗青年会、2008年）

## CD版
- 『思考を止めるサティから、心を変えるサティへ(CD版)』（株式会社デン峰出版、2015年）
- 『ヴィパッサナー瞑想の基本システム -心から消える苦・悪しきカルマの消滅(CD版)』（株式会社デン峰出版、2015年）